# Miron Ciupercovici
Miron Ciupercovici, též Miron Ciupercă, Miron Czuperkowitz nebo Czuperkowicz, byl rakouský politik rumunské národnosti z Bukoviny, během revolučního roku 1848 poslanec Říšského sněmu.

## Biografie
Roku 1849 se uvádí jako Miron Czuperkowicz, hospodář v obci Câmpulung Moldovenesc (Kimpolung).
Během revolučního roku 1848 se zapojil do veřejného dění. Ve volbách roku 1848 byl zvolen i na ústavodárný Říšský sněm. Zastupoval volební obvod Gura Humorului. Tehdy se uváděl coby hospodář a diakon. 2. listopadu 1848 rezignoval na poslanecký mandát. 22. listopadu věc vzal parlament na vědomí. Ovšem počátkem prosince 1848 se Ciupercovici dostavil do Říšského sněmu a požádal o anulování své rezignace. Vedení sněmovny ale odmítlo jeho požadavek splnit, protože mezitím již bylo složení mandátu schváleno a vypsány nové volby. V seznamu poslanců z ledna 1849 jeho jméno již nefiguruje.
Patřil mezi čtyři bukovinské poslance rumunské národnosti. Podle jiného zdroje ale Miron Ciupercovici společně s poslancem Mihaiem Bodnarem-Bodnărescu byli jedinými uvědomělými Rumuny (na rozdíl od ostatních poslanců z Bukoviny, rumunských i ukrajinských, rovněž byli tito dva jako jediní gramotní). Nepodpořil zemskou petici (Landespetition), se kterou se někteří představitelé Bukoviny dostavili za císařem do Olomouce a žádali ho o obnovení zemské samosprávy a oddělení Bukoviny od Haliče. Později se ale pro autonomii Bukoviny vyslovil, za což ovšem byl kritizován svými rumunskými voliči (zemskou petici venkovské obyvatelstvo vnímalo jako projekt místní šlechty, mající omezit rolnické reformy).
Jeho synovcem byl politik a duchovní Arcadie Ciupercovici (1823–1902).